# Antigua casa del obispo (Almazán)
La antigua casa del obispo es un edificio histórico situado en la localidad de Almazán, en la provincia de Soria, España.
Se empezó a construir en el año 1798 bajo el patronazgo de Juan Díaz de la Guerra.

## Historia
Almazán, a diferencia de otras poblaciones sorianas, ha estado dependiendo de la diócesis de Sigüenza. Al carecer de un palacio episcopal, y debido a la gran distancia con Sigüenza, el obispo Juan Díaz de la Guerra llegó a un acuerdo con su mayordomo en la localidad, Matías García, para la construcción de un edificio "bello e digno". El escrito de fundación del edificio está fechado en 1798. La propiedad del edificio ha sido desde su construcción particular, sin carácter institucional, pero con obligación de dar alojamiento y manutención a los obispos de Sigüenza. El edificio colindante en su cara norte, fue otrora el granero del obispo, donde se acumulaban ingentes cantidades de grano que servían para uso de toda la diócesis. Ha sido demolido durante la década de los sesenta para realizar viviendas.

## Geografía
El edificio está situado en la localidad de Almazán, en la provincia de Soria. Está construido intramuros de la muralla, en la parte alta de la población, en el antiguo camino al castillo. Debido a los grandes desniveles de la zona, el edificio tiene en su cara de poniente 3 plantas, y en su cara de saliente, 2 plantas.

## El edificio

### Fachada principal
La fachada está orientada hacia el oeste. Cuenta con tres plantas, cada una de una fábrica diferente: la primera de sillería labrada en grandes bloques, idénticos a la que en su momento poseía el granero del obispado; la segunda de mampostería trabajada de manera más vasta; y la tercera de ladrillo, en cinco hileras contiguas. Existen dos balcones con rejería típica de finales del XVIII - comienzos del XIX.

### Pinturas murales
Existen diversas pinturas murales, en las que destacan las de la alcoba donde dormían los obispos, y las del salón principal, con trampantojo y motivos naturales.